# Imbuia
Imbuia là một đô thị thuộc bang Santa Catarina, Brasil. Đô thị này có diện tích 121,891 km², dân số năm 2007 là 5501 người, mật độ 42,5 người/km².